# Point Wilson
Point Wilson (nebo také Wilsonův mys) se nachází na Quimperově poloostrově a je nejseverovýchodnějším bodem okresu Jefferson v americkém státě Washington. Leží přibližně 3 kilometry severně od centra města Port Townsend. Značí vstup do Pugetova zálivu z úžiny Juana de Fucy přes úžinu Admiralty. Zde se hlavní cesta pro lodě zužuje a zatáčí k zálivu.
Blízké písčiny a časté mlhy, které se vznášely nad místem, přiměly obyvatele ke stavbě majáku v roce 1879. V roce 1913 byl postaven nynější maják. Na mysu se nachází meteorologická stanice.
Mys má také dvě alternativní jména. Indiáni z kmene Chimakum ho nazvali Kam-kam-ho a indiáni z kmene Klallam zase Kam-kum. Mořeplavec George Vancouver ho v roce 1792 pojmenoval po svém kolegovi, Georgi Wilsonovi.